# Пиезометър
Пиезометърът (от гръцки пиезо – натиск и метрео – измервам) е уред, приспособение за производствено и лабораторно измерване на хидростатичното налягане на нютонови флуиди и деформации на твърди тела в дадена система. Терминът е въведен през XIX век от Ханс Кристиан Оерстед и Джейкъб Пъркинс. Измерването на налягането става посредством измерването на височината на течността (най-често вода или живак) в тънка стъклена тръбичка, свързана с другия си край към основния съд.
Пиезометърът е проектиран за измерване на статични налягания, съответно се различава от тръбата на Пито, като входът на тръбичката не е насочен срещу течението на флуида.
Уравнението на налягането се дава с формулата:
{\displaystyle \ P=P_{0}+\rho .g.z=\rho .g.{\delta h}}
където:
- {\displaystyle \ P_{0}} = атмосферното налягане
- {\displaystyle \rho } = плътност на течността
- {\displaystyle \ g} = земно ускорение
- {\displaystyle \ z} = дълбочина
- {\displaystyle \delta h} = Δh = издигането на течността в пиезометричната тръба